# Занадто молода, щоб цілуватися
«Занадто молода, щоб цілуватися» (англ. Too Young to Kiss) — американська комедійна мелодрама Роберта З. Леонарда 1951 року. Володар премії Золотий глобус за найкращу жіночу роль (комедія або мюзикл) 1952 року.

## Сюжет
Проникливий імпресаріо і талановита співачка намагаються дістатися один одного, щоб разом підкорити естраду, але цілу купу неймовірних ситуацій постійно їм заважає.

## У ролях
- Джун Еллісон — Синтія Поттер
- Ван Джонсон — Ерік Вейнрайт
- Гіг Янг — Джон Тірсен
- Ріта Кордей — Деніз Доркет
- Кетрін Гівні — міс Бенсон
- Ларрі Кітінг — Денні Катлер
- Ганс Конрід — містер Спарров
- Естер Дейл — місіс Бойкін
- Антоніо Філаурі — Велоті
- Джо Гілберт — Глорія